# Medway Branch

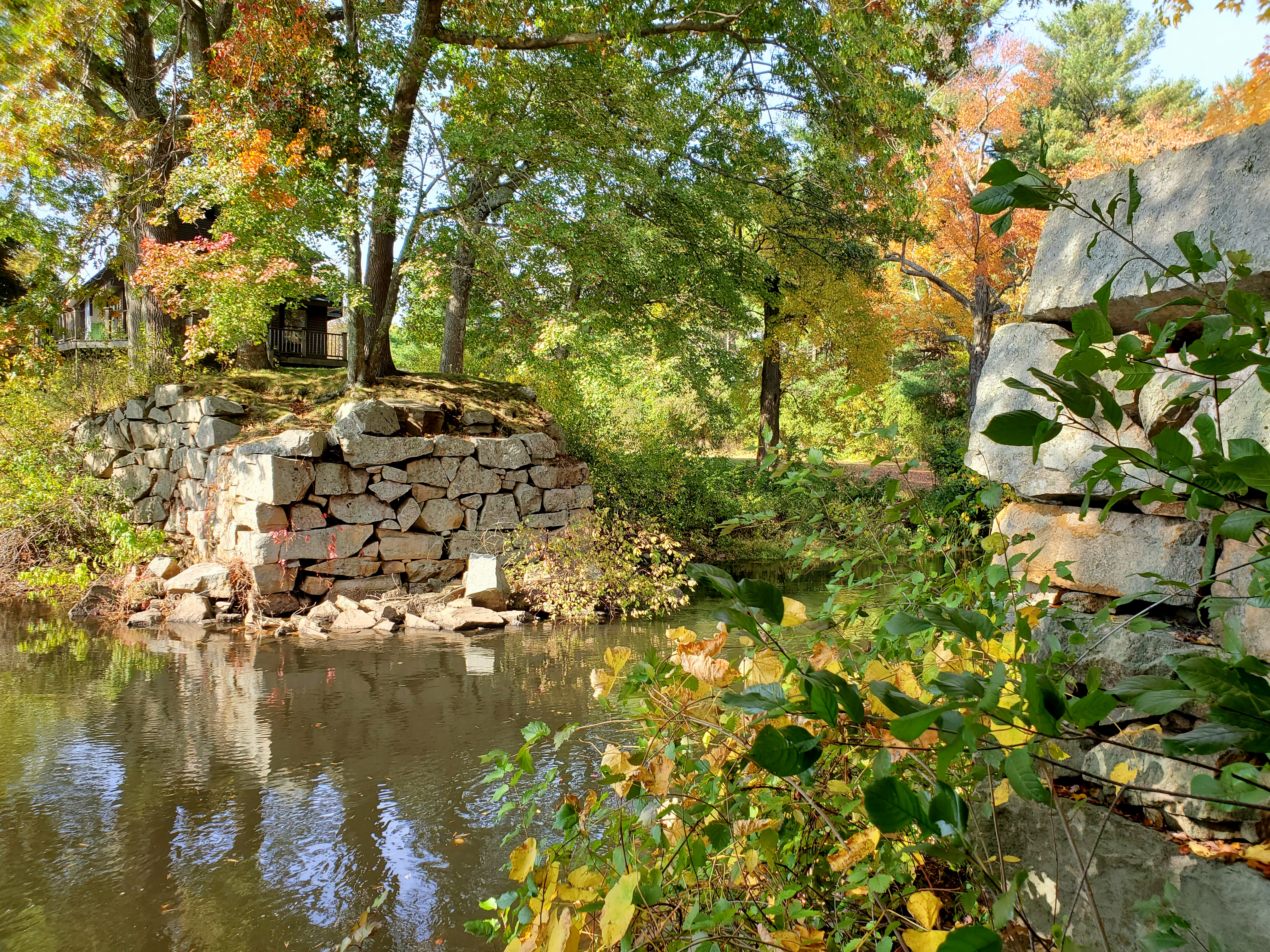
Estribos restantes de uno de los puentes de la línea sobre el río Charles.

Medway Branch era una línea ferroviaria en el condado de Norfolk, Massachusetts. Fue construida por Medway Branch Railroad en 1852. Corría desde North Wrentham, Massachusetts (ahora Norfolk), donde conectaba con la línea principal del ferrocarril del condado de Norfolk, hasta Medway, Massachusetts. La Medway Branch tenía una longitud de 3,6 millas (5,8 km). La línea fue abandonada en 1864, tras la finalización en 1861 de la línea separada del ferrocarril de Nueva York y Boston a través de Medway.

## Ruta
La sucursal de Medway estaba a aproximadamente 3,6 millas (5,8 km) de longitud y tenía una sola vía. Desde la estación de North Wrentham, el ramal corría hacia el noroeste a través de North Wrentham (ahora Norfolk) hasta el pueblo de Medway en Rockville (ahora parte de Millis), donde cruzaba el río Charles. Continuó hacia el oeste a través de Medway, cruzando Charles por segunda vez, hasta su terminal Medway en lo que ahora es Walker Street, al sureste de Medway Village.: 355  La única estación intermedia estaba en Rockville.: 356  La línea ganó 70 pies (21,3 m) en elevación desde Medway hasta North Wrentham, con una pendiente máxima de 54 pies por milla (1,0%). Una estrella para girar el equipo estaba ubicada justo al este de la estación Medway.

## Historia

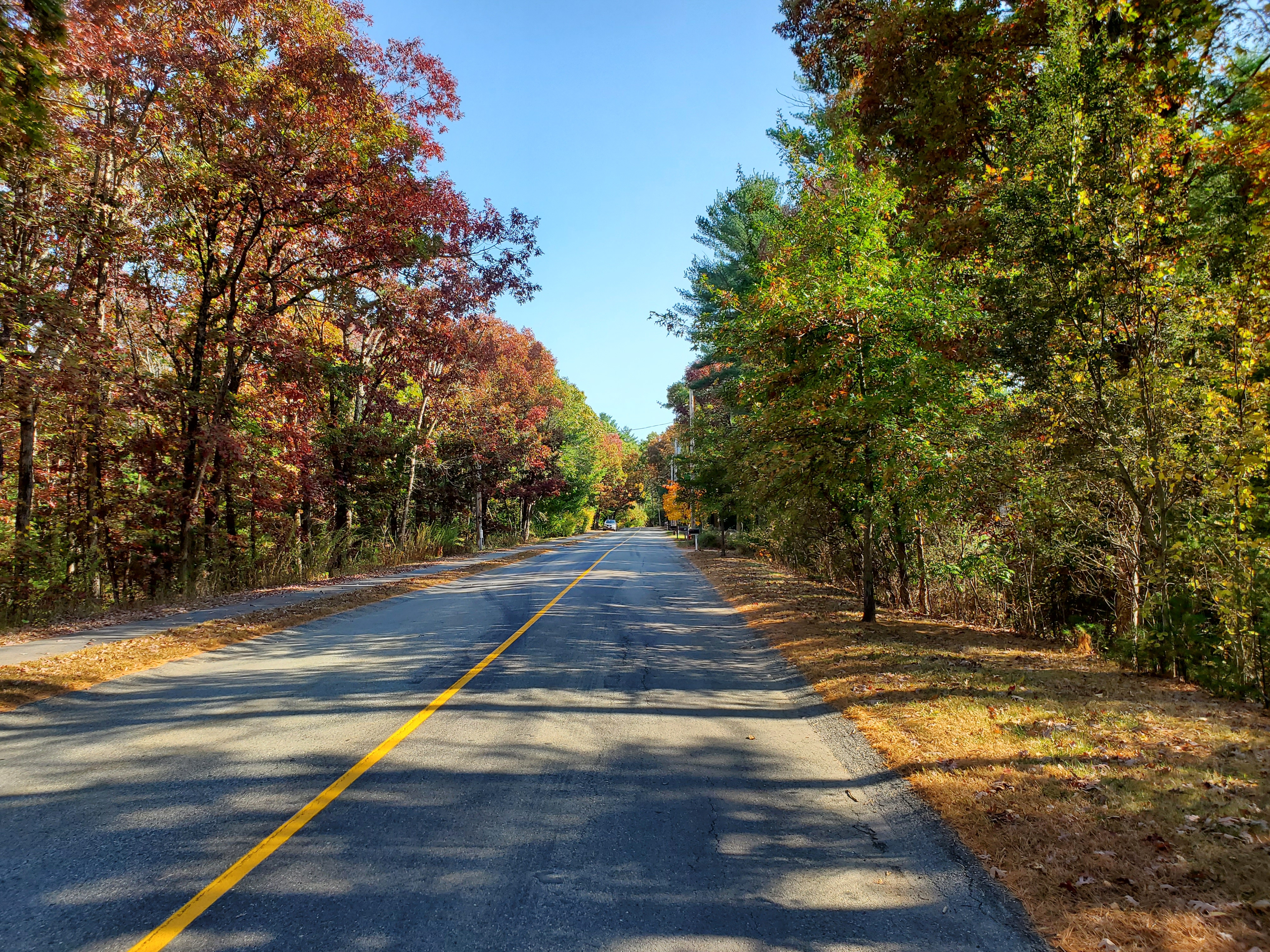
Medway Branch Road construida sobre la antigua vía del ferrocarril.

El ferrocarril del condado de Norfolk abrió su línea entre Dedham y Blackstone, Massachusetts, en 1849. En Dedham, conectaba con el ferrocarril de Boston y Providence para llegar a Boston. Este nuevo ferrocarril pasó por alto Factory Village (más tarde llamado Medway Village ) hacia el sureste.: 356  Los intereses locales en Medway contrataron el ferrocarril Medway Branch Railroad el 1 de mayo de 1849 para conectar su ciudad con la línea del ferrocarril del condado de Norfolk.
El plan original requería que Medway Branch se separara del ferrocarril del condado de Norfolk al noreste de la estación North Wrentham, cruzara el río Charles solo una vez y terminara en el lado norte de Factory Village. En abril de 1850, el estado aprobó una nueva alineación que se dividía al suroeste de la estación North Wrentham, cruzaba el río dos veces y terminaba en el lado sur de Factory Village. Se pretendía que la nueva ruta fuera más corta y menos costosa de construir, y que proporcionara una mejor conexión con la estación North Wrentham.
Los estatutos originales del ferrocarril también exigían que estuviera en funcionamiento en el plazo de un año. La legislatura estatal concedió tres extensiones de este requisito. El ferrocarril del condado de Norfolk arrendó el ferrocarril Medway Branch, que aún no estaba completo, en 1851. El servicio en la sucursal de Medway finalmente comenzó el 29 de diciembre de 1852. El condado de Norfolk operaba un único viaje de ida y vuelta diario entre Medway y Boston.: 43  El costo total para construir la línea fue de unos $37,000 (equivalente a $1358000 actualmente). 
El ferrocarril del condado de Norfolk, el ferrocarril Midland y el ferrocarril Southbridge y Blackstone se consolidaron en 1853 para formar el ferrocarril central de Boston y Nueva York. En 1854, B&NYC anunció tres viajes diarios de ida y vuelta entre Boston y Medway.: 15  El fracaso financiero de B&NYC en 1855 llevó a los fideicomisarios de los tenedores de bonos del ferrocarril del condado de Norfolk a recuperar el control de su línea, que alquilaron a Boston y Providence de 1855 a 1857.: 357  La sucursal de Medway operó una línea independiente durante este período.: 43  Las conexiones se realizaron en North Wrentham con tres viajes diarios de ida y vuelta entre Boston y Blackstone. El ferrocarril del condado de Norfolk y la sucursal de Medway fueron arrendados al ferrocarril East Thompson desde marzo de 1857 hasta marzo de 1858, después de lo cual los fideicomisarios del condado de Norfolk operaron ambos ferrocarriles ellos mismos.: 357 : 43 
El servicio en la línea fue de tres trenes diarios hasta 1861. Ese noviembre, el Ferrocarril de Nueva York y Boston abrió su línea entre Needham y Medway.: 352  Su estación Medway estaba ubicada en el lado norte del río Charles, más cerca del centro del pueblo, e hizo que la sucursal de Medway fuera redundante.: 359  A mediados de 1862, el condado de Norfolk ya no operaba el servicio de pasajeros en Medway Branch; En cambio, se operó una diligencia entre North Wrentham y West Medway a través de Medway Village. La moribunda línea fue adquirida por Boston, Hartford and Erie Railroad, sucesor de Boston and New York Central, el 12 de mayo de 1864. Fue abandonado oficialmente ese año.: 358  Medway Branch fue solo la séptima línea ferroviaria abandonada en Nueva Inglaterra.
Cuando North Wrentham se incorporó como ciudad independiente llamada Norfolk en 1870, se utilizó uno de los puentes abandonados de Medway Branch para definir una esquina del límite. Parte del derecho de paso en Norfolk se reutilizó posteriormente para Medway Branch Road. En 1968, la asamblea municipal anual de Norfolk incluyó un artículo para adquirir una parcela «supuestamente propiedad de Medway Branch Railroad» para el vertedero de la ciudad, más de un siglo después de que se abandonara la línea. La adquisición se pospuso indefinidamente.